# افتخار (ممثل هندي)
سيادانة افتخار أحمد شريف (22 فبراير 1920 - 4 مارس 1995) ممثل هندي عمل بشكل رئيسي في السينما الهندية غالباً ما يعرف في المجال الفني باسم «افتخار» وهو معروف بشكل خاص بأدواره كضابط شرطة. منها فيلم انقلاب عام 1984

## نشأته
ولد افتخار في جالاندهار وكان الأكبر بين أربعة إخوة، بعد الانتهاء من شهادة الثانوية العامة ، درس افتخار دورة دبلوم في الرسم من كلية فنون لكناو. كان لدى افتخار شغف بالغناء وأثار إعجاب المغني الشهير  كوندانلال سيغال. في العشرينات من عمره ، سافر افتخار إلى  كلكتا لإجراء اختبار أجراه الملحن الموسيقي كمال داسغوبتا ، كان يعمل بعد ذلك في ساريجاما. أعجب داسغوبتا بشخصية افتخار لدرجة أنه أوصى باسمه إم بي برودكشنز كممثل.
كثير من أقارب افتخار القريبين ، بما في ذلك والديه وإخوته ، هاجروا إلى باكستان أثناء التقسيم. كان يفضل البقاء في الهند ، لكن أعمال الشغب أجبرته على مغادرة كالكوتا. جنبا إلى جنب مع زوجته وبناته ، انتقل إلى  بومباي ، حيث ناضلوا لتغطية نفقاتهم. تم تقديم افتخار للممثل أشوك كومار خلال فترة وجوده في كلكتا واتصل به في بومباي ، واكتسب دورًا في فيلم بومباي توكيس «مقدار» (1950). شارك افتخار في أكثر من 400 فيلم في مهنة امتدت من الأربعينيات وحتى أوائل التسعينيات.

## حياته الشخصية
تزوج افتخار هانا جوزيف ، وهي امرأة يهودية من كلكتا ، غيرت اسمها إلى ريحانة أحمد وتوفيت في 27 مايو 2013. وكان لديهم ابنتان.

## روابط خارجية
- افتخار على موقع IMDb (الإنجليزية)
- افتخار على موقع أول موفي (الإنجليزية)
- افتخار على موقع قاعدة بيانات الفيلم (الإنجليزية)

- Iftekhar في قاعدة بيانات الأفلام على الإنترنت
- Iftekhar www.bollywoodbx.com.